# Регулятор витрати

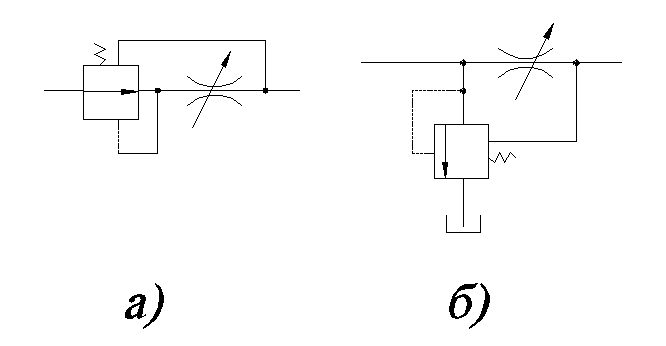
Дросельні регулятори витрати: а) на основі редукційного клапана і гідродроселя; б) на основі переливного гідроклапана і дроселя

Регуля́тор витра́ти (рос. регулятор расхода; англ. flow regulator, нім. Verbrauchsregler m, Stromregelventil n, Strombegrenzungsventil n) — гідроапарат керування витратою, призначений для підтримування заданої витрати незалежно від перепаду тисків у підвідному та відвідному потоках робочої рідини.

## Будова і принцип роботи
Регулятор витрати складається з регульованого дроселя, через який проходить потік, що потребує регулювання за витратою і регулювального клапана, що забезпечує регулювання потоку. Можливі два виконання регулятора витрати:
- з використанням редукційного клапана, який встановлюється послідовно з дроселем у потоці регулювання;
- з використанням переливного клапана, який встановлюється паралельно до потоку регулювання і забезпечує регульований злив робочої рідини з нього.

На гідродроселі при протіканні через нього робочої рідини створюється перепад тисків. При збільшенні або зменшенні витрати, відповідно, зростає або зменшується перепад тисків. Один з каналів керування рухом запірно-регулювального клапана, підключається до входу дроселя, а другий канал — до виходу дроселя. При зміні перепаду тисків на дроселі також змінюється і різниця тисків у керувальних каналах клапана. При зміні різниці тисків запірно-регулювальний елемент зміщається в той чи інший бік, змінюючи прохідний перетин клапана, тим самим підтримуючи величину витрати на заданому рівні.

## Використання
Регулятори витрати часто використовують в об'ємному гідроприводі, у системах стабілізації швидкості руху вала гідромотора або штока гідроциліндра. Наприклад, будучи встановленим у зливній гідролінії він підтримує на сталому рівні злив з гідродвигуна, забезпечуючи сталою швидкість руху робочого органа. На практиці, однак, через зміну властивостей рідини, наприклад, при зміні її температури, витрата через регулятор витрати коливається у межах 10 %.
Системи автоматичного регулювання витрат потоків речовини розповсюджені в різних галузях промисловості, зокрема, хімічній і при збагаченні корисних копалин (витрати реагентів), в трубопровідних системах тощо.